# Cricket World Cup 1996
Der ICC Cricket World Cup 1996 (Hindi १९९६ क्रिकेट विश्व कप; singhalesisch 1996 ක්‍රිකට් ලෝක කුසලානය; Tamil 1996 துடுப்பாட்ட உலகக்கிண்ணம்; Urdu کرکٹ عالمی کپ 1996ء) wurde vom 14. Februar bis zum 17. März 1996 in Indien, Pakistan und Sri Lanka ausgetragen. Es war der sechste Cricket World Cup im vierjährlichen Turnierzyklus im One-Day International-Format, der vom Weltverband International Cricket Council (ICC) organisiert wird, und der zweite auf dem indischen Subkontinent. Indien war mit Pakistan gemeinsam Gastgeber des Cricket World Cup 1987. Der Cricket World Cup 1996 wurde vom indischen Mischkonzern ITC Limited gesponsert und trägt daher den offiziellen Namen Wills World Cup 1996, benannt nach der Zigarettenmarke Wills Navy Cut dieses Konzerns.
Zwölf Cricket-Nationalmannschaften nahmen am Cricket World Cup 1996 teil: Die damals neun Test-Cricket-Länder (Australien, England, Indien, Neuseeland, Pakistan, Simbabwe, Sri Lanka, Südafrika und die West Indies), sowie die drei besten Mannschaften der ICC Trophy 1994 (Kenia, Niederlande und die Vereinigten Arabischen Emirate). Während des Cricket World Cup 1996 wurden 37 Spiele absolviert, darunter 30 in der Vorrunde und sieben in der Finalrunde, einschließlich des Finales. Die Mannschaften wurden in zwei Gruppen zu je sechs Teams eingeteilt, wobei jedes einmal gegen die anderen der Gruppe antrat. Die vier besten Mannschaften jeder Gruppe erreichten hiernach das Viertelfinale. Dieser World Cup wurde im One-Day International-Format ausgetragen, wobei jedes Team jeweils ein Innings über maximal 50 Over bestritten hat.
Das Turnier war bereits vor seinem Beginn von Kontroversen geprägt, da die Spiele in Sri Lanka während des dortigen Bürgerkrieges stattfanden sollten. Die Mannschaften Australiens und der West Indies weigerten sich nach dem Anschlag der Liberation Tigers of Tamil Eelam auf die Central Bank in Colombo im Januar 1996 um in Sri Lanka gegen die Nationalmannschaft des Landes anzutreten. Nach ausführlichen Verhandlungen entschied der International Cricket Council, beide Spiele Forfait Sri Lanka zuzuschlagen. Infolgedessen qualifizierte sich Sri Lanka schon vorab für das Viertelfinale, ohne ein Spiel absolviert zu haben.
Sri Lanka gewann das Finale im Gaddafi Stadium in Lahore gegen Australien mit sieben Wickets und somit seinen ersten Titel. Indien und die West Indies waren die anderen beiden Halbfinalisten. Der Titelverteidiger und Mitgastgeber Pakistan unterlag im Halbfinale in Bangalore dem „Erzrivalen“ Indien mit 39 Runs. Südafrika verlor sein Halbfinale in Karatschi gegen die West Indies mit 19 Runs. Die Nationalmannschaften Kenias, der Niederlande und der Vereinigten Arabischen Emirate nahmen erstmals an einem Cricket World Cup teil.

## Vergabe
Der ICC vergab den Cricket World Cup 1996 an Indien, Pakistan und Sri Lanka. Die anderen Bewerber waren England und Südafrika.

## Teilnehmer
Die folgenden zwölf Mannschaften qualifizierten sich für den Cricket World Cup 1996: Australien, England, Indien (Mitgastgeber), Neuseeland, Pakistan (Mitgastgeber), Simbabwe, Sri Lanka (Mitgastgeber), Südafrika und die West Indies qualifizierten sich als Vollmitglieder des International Cricket Council mit Test-Cricket-Status automatisch für den Cricket World Cup 1996. Kenia, die Niederlande und die Vereinigten Arabischen Emirate waren Mannschaften ohne Test-Cricket-Status und qualifizierten sich während der ICC Trophy 1994.

Teilnehmende Länder des Cricket World Cups 1996; insgesamt 32 Teams nahmen teil.
Vollmitglieder des International Cricket Councils (ICC)
Qualifiziert bei der ICC Trophy 1994
In der Qualifikation gescheitert
Keine Teilnahme

| Land               | Qualifikationsgrundlage | Turnierteilnahme | Letztmalige Teilnahme | Bestes Ergebnis                         | Gruppe |
| ------------------ | ----------------------- | ---------------- | --------------------- | --------------------------------------- | ------ |
| Indien             | Gastgeber               | Sechste          | 1992                  | Weltmeister (1983)                      | A      |
| Pakistan           | Gastgeber               | Sechste          | 1992                  | Weltmeister (1992)                      | B      |
| Sri Lanka          | Gastgeber               | Sechste          | 1992                  | Vorrunde (1975, 1979, 1983, 1987, 1992) | A      |
| Australien         | Vollmitglieder          | Sechste          | 1992                  | Weltmeister (1987)                      | A      |
| England            | Vollmitglieder          | Sechste          | 1992                  | Finalist (1979, 1987, 1992)             | B      |
| Neuseeland         | Vollmitglieder          | Sechste          | 1992                  | Halbfinale (1975, 1979, 1992)           | B      |
| Simbabwe           | Vollmitglieder          | Vierte           | 1992                  | Vorrunde (1983, 1987, 1992)             | A      |
| Südafrika          | Vollmitglieder          | Zweite           | 1992                  | Halbfinale (1992)                       | B      |
| West Indies        | Vollmitglieder          | Sechste          | 1992                  | Weltmeister (1975, 1979)                | A      |
| Kenia              | ICC Trophy 1994         | Erste            | –                     | Debüt                                   | A      |
| Niederlande        | ICC Trophy 1994         | Erste            | –                     | Debüt                                   | B      |
| Ver. Arab. Emirate | ICC Trophy 1994         | Erste            | –                     | Debüt                                   | B      |

## Austragungsorte
Als Austragungsorte wurden neben 17 Stadien in Indien sechs Stadien in Pakistan und drei Stadien in Sri Lanka ausgewählt.
| Indien                        | Indien                      | Indien                               | Indien                                  | Indien                    |
| Kalkutta, Westbengalen        | Kanpur, Uttar Pradesh       | Mohali, Punjab                       | Bangalore, Karnataka                    | Madras, Tamil Nadu        |
| ----------------------------- | --------------------------- | ------------------------------------ | --------------------------------------- | ------------------------- |
| Eden Gardens                  | Green Park Stadium          | Punjab Cricket Association Stadium   | M. Chinnaswamy Stadium                  | M. A. Chidambaram Stadium |
| Kapazität: 120.000            | Kapazität: 45.000           | Kapazität: 40.000                    | Kapazität: 55.000                       | Kapazität: 50.000         |
|                               |                             |                                      |                                         |                           |
|                               | Hyderabad, Andhra Pradesh   | Cuttack, Orissa                      | Gwalior, Madhya Pradesh                 |                           |
|                               | Lal Bahadur Shastri Stadium | Barabati Stadium                     | Captain Roop Singh Stadium              |                           |
|                               | Kapazität: 30.000           | Kapazität: 25.000                    | Kapazität: 55.000                       |                           |
|                               |                             |                                      |                                         |                           |
| Visakhapatnam, Andhra Pradesh | Patna, Bihar                | Pune, Maharashtra                    | Bombay, Maharashtra                     | Motera, Gujarat           |
| Indira Priyadarshini Stadium  | Moin-ul-Haq Stadium         | Nehru Stadium                        | Wankhede Stadium                        | Sardar Patel Stadium      |
| Kapazität: 25.000             | Kapazität: 25.000           | Kapazität: 25.000                    | Kapazität: 45.000                       | Kapazität: 48.000         |
|                               |                             |                                      |                                         |                           |
| Indien                        | Indien                      | Indien                               | Indien                                  | Pakistan                  |
| Baroda, Gujarat               | Jaipur, Rajasthan           | Nagpur, Maharashtra                  | Delhi, Nationales Hauptstadtterritorium | Karatschi, Sindh          |
| Moti Bagh Stadium             | Sawai Mansingh Stadium      | Vidarbha Cricket Association Stadium | Feroz Shah Kotla Ground                 | National Stadium          |
| Kapazität: 18.000             | Kapazität: 30.000           | Kapazität: 40.000                    | Kapazität: 48.000                       | Kapazität: 34.228         |
|                               |                             |                                      |                                         |                           |
|                               | Lahore, Punjab              | Rawalpindi, Punjab                   | Peschawar, Khyber Pakhtunkhwa           |                           |
|                               | Gaddafi Stadium             | Rawalpindi Cricket Stadium           | Arbab Niaz Stadium                      |                           |
|                               | Kapazität: 27.000           | Kapazität: 28.000                    | Kapazität: 20.000                       |                           |
|                               |                             |                                      |                                         |                           |
| Pakistan                      | Pakistan                    | Sri Lanka                            | Sri Lanka                               | Sri Lanka                 |
| Faisalabad, Punjab            | Gujranwala, Punjab          | Colombo, Westprovinz                 | Colombo, Westprovinz                    | Kandy, Zentralprovinz     |
| Iqbal Stadium                 | Jinnah Stadium              | R. Premadasa Stadium                 | Sinhalese Sports Club Ground            | Asgiriya Stadium          |
| Kapazität: 18.000             | Kapazität: 40.000           | Kapazität: 35.000                    | Kapazität: 10.000                       | Kapazität: 10.300         |
|                               |                             |                                      |                                         |                           |

| Bangalore |

| Vadodara |

| Chennai |

| Cuttack |

| Delhi |

| Gwalior |

| Hyderabad |

| Jaipur |

| Kanpur |

| Kalkutta |

| Mohali |

| Motera |

| Mumbai |

| Nagpur |

| Patna |

| Pune |

| Visakhapatnam |

| Bangalore |

| Vadodara |

| Chennai |

| Cuttack |

| Delhi |

| Gwalior |

| Hyderabad |

| Jaipur |

| Kanpur |

| Kalkutta |

| Mohali |

| Motera |

| Mumbai |

| Nagpur |

| Patna |

| Pune |

| Visakhapatnam |

| Colombo (RPS) |

| Colombo (SSC) |

| Kandy |

| Colombo (RPS) |

| Colombo (SSC) |

| Kandy |

| Faisalabad |

| Gujranwala |

| Karatschi |

| Lahore |

| Peschawar |

| Rawalpindi |

| Faisalabad |

| Gujranwala |

| Karatschi |

| Lahore |

| Peschawar |

| Rawalpindi |

## Format
Der Cricket World Cup 1996 wurde über 33 Tage zwischen zwölf verschiedenen Mannschaften über 37 Spiele ausgetragen. Er begann am 14. Februar 1996 im Sardar Patel Stadium in Ahmedabad, Indien, mit dem Eröffnungsspiel zwischen England und Neuseeland. Das Turnier endete am 17. März im Gaddafi Stadium in Lahore, Pakistan, mit dem Finale zwischen Australien und Sri Lanka, wobei Sri Lanka den Wills World Cup gewann.

### Spielplan
Die nachfolgende Tabelle zeigt das tägliche Programm des Cricket World Cup 1996. Dabei steht ein rotes Kästchen für die Eröffnungs- und Schlusszeremonie, ein violettes Kästchen für Vorrundenspiele, ein grünes Kästchen für Finalrundenspiele und ein gelbes Kästchen für das Finale.
| Vorrunde Februar/März | Mi. 14. | Do. 15. | Fr. 16. | Sa. 17. | So. 18. | Mo. 19. | Di. 20. | Mi. 21. | Do. 22. | Fr. 23. | Sa. 24. | So. 25. | Mo. 26. | Di. 27. | Mi. 28. | Do. 29. | Fr. 1. | Sa. 2. | So. 3. | Mo. 4. | Di. 5. | Mi. 6. |
| --------------------- | ------- | ------- | ------- | ------- | ------- | ------- | ------- | ------- | ------- | ------- | ------- | ------- | ------- | ------- | ------- | ------- | ------ | ------ | ------ | ------ | ------ | ------ |
| Zeremonien            |         |         |         |         |         |         |         |         |         |         |         |         |         |         |         |         |        |        |        |        |        |        |
| Gruppe A              |         |         | 1       | 1       | 1       |         |         | 2       |         | 1       |         |         | 1       | 2       |         | 1       | 1      | 1      |        | 1      |        | 2      |
| Gruppe B              | 1       |         | 1       | 1       | 1       |         | 1       |         | 1       |         | 1       | 1       | 1       | 1       |         | 1       | 1      |        | 1      |        | 1      | 1      |
| Finalrunde März       | Do. 7.  | Fr. 8.  | Sa. 9.  | So. 10. | Mo. 11. | Di. 12. | Mi. 13. | Do. 14. | Fr. 15. | Sa. 16. | So. 17. |         |         |         |         |         |        |        |        |        |        |        |
| Finalrunde            |         |         | 2       |         | 2       |         | 1       | 1       |         |         | 1       |         |         |         |         |         |        |        |        |        |        |        |

| Farblegende     |
| Eröffnungsfeier |
| Vorrunde        |
| Finalrunde      |
| Finale          |

### Gruppen
| Gruppe A                                               | Gruppe B                                                             |
| ------------------------------------------------------ | -------------------------------------------------------------------- |
| Australien Indien Kenia Simbabwe Sri Lanka West Indies | England Niederlande Neuseeland Pakistan Südafrika Ver. Arab. Emirate |

### Vorrunde
Der Cricket World Cup 1996 wurde zwischen zwölf Nationalmannschaften ausgespielt. Für die Vorrunde wurden die Mannschaften in zwei Gruppen zu je sechs Mannschaften eingeteilt. In welche Gruppe jede Mannschaft eingeteilt wurde, wurde in der Auslosung festgelegt. Jede Mannschaft bestritt ein Spiel gegen jede andere seiner Gruppe. Für einen Sieg gab es zwei Tabellenpunkte, für ein Unentschieden oder No Result einen Punkt, für eine Niederlage keinen Punkt. Hatten zwei Mannschaften dieselbe Anzahl an Tabellenpunkten, wurde der Tabellenrang anhand der Net Run Rate, gefolgt von der Net Bowl Rate und dem direkten Vergleich ermittelt.
Am Ende der Vorrunde qualifizierten sich die jeweils vier besten einer Gruppe für die Finalrunde.

### Finalrunde
Ab dieser Phase nahm das Turnier ein K.-o.-System an, für das sich die jeweils besten vier Mannschaften einer Gruppe qualifizierten. Jedes Spiel musste zwingend mit einem Sieg enden. Gab es nach beiden Innings keinen Sieger, wurde das Spiel am darauf folgenden Tag wiederholt.

## Umpires
Während des Turnieres wurden zwölf Umpires eingesetzt.
| - Steve Randell (Australien) - David Shepherd (England) - V. K. Ramaswamy (Indien) - Srinivasaraghavan Venkataraghavan (Indien) - Steve Dunne (Neuseeland) - Khizer Hayat (Pakistan) | - Mahboob Shah (Pakistan) - Ian Robinson (Simbabwe) - B. C. Cooray (Sri Lanka) - K. T. Francis (Sri Lanka) - Cyril Mitchley (Südafrika) - Steve Bucknor (West Indies) |

## Vorrunde
In den Tabellen finden folgende Bezeichnungen Verwendung:
- Spiele
- Siege
- Niederlagen
- Unentschieden
- NR No Result
- Punkte
- NRR Net Run Rate

### Gruppe A
Tabelle
| Gruppe A    | Sp. | S | N | U | NR | P  | NRR   |
| ----------- | --- | - | - | - | -- | -- | ----- |
| Sri Lanka   | 5   | 5 | 0 | 0 | 0  | 10 | +1.60 |
| Australien  | 5   | 3 | 2 | 0 | 0  | 6  | +0.90 |
| Indien      | 5   | 3 | 2 | 0 | 0  | 6  | +0.45 |
| West Indies | 5   | 2 | 3 | 0 | 0  | 4  | −0.13 |
| Simbabwe    | 5   | 1 | 4 | 0 | 0  | 2  | −0.93 |
| Kenia       | 5   | 1 | 4 | 0 | 0  | 2  | −1.00 |

Spiele
| 16. Februar Scorecard | Hyderabad | Simbabwe 151-9 (50)               | – | West Indies 155-4 (29.3) |
|                       |           | West Indies gewinnt mit 6 Wickets |   |                          |

| 17. Februar Scorecard | Colombo (RPS) | Sri Lanka                  | – | Australien |
|                       |               | Sri Lanka gewinnt kampflos |   |            |

Das Spiel sollte in der sri-lankischen Hauptstadt Colombo stattfinden, was das australische Team aus Sicherheitsgründen ablehnte.
| 18. Februar Scorecard | Cuttack | Kenia 199-6 (50)             | – | Indien 203-3 (41.5) |
|                       |         | Indien gewinnt mit 7 Wickets |   |                     |

| 21. Februar Scorecard | Colombo (SSC) | Simbabwe 228-6 (50)             | – | Sri Lanka 229-4 (37) |
|                       |               | Sri Lanka gewinnt mit 6 Wickets |   |                      |

| 21. Februar Scorecard | Gwalior | West Indies 173 (50)         | – | Indien 174-5 (39.4) |
|                       |         | Indien gewinnt mit 5 Wickets |   |                     |

| 23. Februar Scorecard | Visakhapatnam | Australien 304-7 (50)          | – | Kenia 207-7 (50) |
|                       |               | Australien gewinnt mit 97 Runs |   |                  |

| 26. Februar Scorecard | Colombo (RPS) | Sri Lanka                  | – | West Indies |
|                       |               | Sri Lanka gewinnt kampflos |   |             |

Das Spiel sollte in der sri-lankischen Hauptstadt Colombo stattfinden, was das westindische Team aus Sicherheitsgründen ablehnte.
| 25./26. Februar Scorecard | Patna | Kenia 134 (49.4)               | – | Simbabwe 137-5 (42.2) |
|                           |       | Simbabwe gewinnt mit 5 Wickets |   |                       |

| 27. Februar Scorecard | Mumbai | Australien 258 (50)            | – | Indien 242 (48) |
|                       |        | Australien gewinnt mit 16 Runs |   |                 |

| 29. Februar Scorecard | Pune | Kenia 166 (49.3)          | – | West Indies 93 (35.2) |
|                       |      | Kenia gewinnt mit 73 Runs |   |                       |

| 1. März Scorecard | Nagpur | Simbabwe 154 (45.3)              | – | Australien 158-2 (36) |
|                   |        | Australien gewinnt mit 8 Wickets |   |                       |

| 2. März Scorecard | Delhi | Indien 271-3 (50)               | – | Sri Lanka 272-4 (48.4) |
|                   |       | Sri Lanka gewinnt mit 6 Wickets |   |                        |

| 4. März Scorecard | Jaipur | Australien 229-6 (50)             | – | West Indies 232-6 (48.5) |
|                   |        | West Indies gewinnt mit 4 Wickets |   |                          |

| 6. März Scorecard | Kanpur | Indien 247-5 (50)          | – | Simbabwe 207 (49.4) |
|                   |        | Indien gewinnt mit 40 Runs |   |                     |

| 6. März Scorecard | Kandy | Sri Lanka 398-5 (50)           | – | Kenia 254-7 (50) |
|                   |       | Sri Lanka gewinnt mit 144 Runs |   |                  |

### Gruppe B
Tabelle
| Gruppe B           | Sp. | S | N | U | NR | P  | NRR   |
| ------------------ | --- | - | - | - | -- | -- | ----- |
| Südafrika          | 5   | 5 | 0 | 0 | 0  | 10 | +2.04 |
| Pakistan           | 5   | 4 | 1 | 0 | 0  | 8  | +0.96 |
| Neuseeland         | 5   | 3 | 2 | 0 | 0  | 6  | +0.55 |
| England            | 5   | 2 | 3 | 0 | 0  | 4  | +0.08 |
| Ver. Arab. Emirate | 5   | 1 | 4 | 0 | 0  | 2  | −1.83 |
| Niederlande        | 5   | 0 | 5 | 0 | 0  | 0  | −1.92 |

Spiele
| 14. Februar Scorecard | Motera | Neuseeland 239-6 (50)          | – | England 228-9 (50) |
|                       |        | Neuseeland gewinnt mit 11 Runs |   |                    |

| 16. Februar Scorecard | Rawalpindi | Südafrika 321-2 (50)           | – | Ver. Arab. Emirate 152-8 (50) |
|                       |            | Südafrika gewinnt mit 169 Runs |   |                               |

| 17. Februar Scorecard | Vadodara | Neuseeland 307-8 (50)           | – | Niederlande 188-7 (50) |
|                       |          | Neuseeland gewinnt mit 119 Runs |   |                        |

| 18. Februar Scorecard | Peschawar | Ver. Arab. Emirate 136 (48.3) | – | England 140-2 (35) |
|                       |           | England gewinnt mit 8 Wickets |   |                    |

| 20. Februar Scorecard | Faisalabad | Neuseeland 177-9 (50)           | – | Südafrika 178-5 (37.3) |
|                       |            | Südafrika gewinnt mit 5 Wickets |   |                        |

| 22. Februar Scorecard | Peschawar | England 279-4 (50)          | – | Niederlande 230-6 (50) |
|                       |           | England gewinnt mit 49 Runs |   |                        |

| 24. Februar Scorecard | Gujranwala | Ver. Arab. Emirate 109-9 (33)  | – | Pakistan 112-1 (18) |
|                       |            | Pakistan gewinnt mit 9 Wickets |   |                     |

| 25. Februar Scorecard | Rawalpindi | Südafrika 230 (50)            | – | England 152 (44.3) |
|                       |            | Südafrika gewinnt mit 78 Runs |   |                    |

| 26. Februar Scorecard | Lahore | Niederlande 145-7 (50)         | – | Pakistan 151-2 (30.4) |
|                       |        | Pakistan gewinnt mit 8 Wickets |   |                       |

| 27. Februar Scorecard | Faisalabad | Neuseeland 276-8 (47/47)        | – | Ver. Arab. Emirate 167-9 (47/47) |
|                       |            | Neuseeland gewinnt mit 109 Runs |   |                                  |

| 29. Februar Scorecard | Karatschi | Pakistan 242-6 (50)             | – | Südafrika 243-5 (44.2) |
|                       |           | Südafrika gewinnt mit 5 Wickets |   |                        |

| 1. März Scorecard | Lahore | Niederlande 216-9 (50)                             | – | Ver. Arab. Emirate 220-3 (44.2) |
|                   |        | Vereinigte Arabische Emirate gewinnt mit 7 Wickets |   |                                 |

| 3. März Scorecard | Karatschi | England 249-9 (50)             | – | Pakistan 250-3 (47.4) |
|                   |           | Pakistan gewinnt mit 7 Wickets |   |                       |

| 5. März Scorecard | Rawalpindi | Südafrika 328-3 (50)           | – | Niederlande 168-8 (50) |
|                   |            | Südafrika gewinnt mit 160 Runs |   |                        |

| 6. März Scorecard | Lahore | Pakistan 281-5 (50)          | – | Neuseeland 235 (47.3) |
|                   |        | Pakistan gewinnt mit 46 Runs |   |                       |

## Viertelfinale
| 9. März Scorecard | Faisalabad | England 235-8 (50)              | – | Sri Lanka 236-5 (40.4) |
|                   |            | Sri Lanka gewinnt mit 5 Wickets |   |                        |

| 9. März Scorecard | Bangalore | Indien 287-8 (50)          | – | Pakistan 248-9 (49) |
|                   |           | Indien gewinnt mit 39 Runs |   |                     |

| 11. März Scorecard | Karatschi | West Indies 264-8 (50)          | – | Südafrika 245 (49.3) |
|                    |           | West Indies gewinnt mit 19 Runs |   |                      |

| 11. März Scorecard | Chennai | Neuseeland 286-9 (50)            | – | Australien 289-4 (47.5) |
|                    |         | Australien gewinnt mit 6 Wickets |   |                         |

## Halbfinale
| 13. März Scorecard | Kalkutta | Sri Lanka 251-8 (50)                             | – | Indien 120-8 (34.1) |
|                    |          | Sri Lanka gewinnt durch Disqualifikation Indiens |   |                     |

Aufgrund von Zuschauerausschreitungen entschied der Schiedsrichter, das Spiel für Sri Lanka zu werten.
| 14. März Scorecard | Mohali | Australien 207-8 (50)         | – | West Indies 202 (49.3) |
|                    |        | Australien gewinnt mit 5 Runs |   |                        |

## Finale
| 17. März Scorecard | Lahore | Australien 241-7 (50)           | – | Sri Lanka 245-3 (46.2) |
|                    |        | Sri Lanka gewinnt mit 7 Wickets |   |                        |

## Statistiken

Ergebnis des Cricket World Cups 1996:
Sieger
Finalist
Halbfinalteilnahme
Viertelfinalteilnahme
In der Gruppenphase ausgeschieden
Keine Teilnahme

Die folgenden Cricketstatistiken wurden bei diesem Turnier erzielt.
| ODIs              | ODIs        | ODIs    | ODIs    | ODIs    | ODIs    | ODIs    | ODIs    | ODIs    |
| Batting           | Batting     | Batting | Batting | Batting | Batting | Batting | Batting | Batting |
| Spieler           | Mannschaft  | Spiele  | Innings | Runs    | Average | HS      | 100s    | 50s     |
| ----------------- | ----------- | ------- | ------- | ------- | ------- | ------- | ------- | ------- |
| Sachin Tendulkar  | Indien      | 7       | 7       | 523     | 87,16   | 137     | 2       | 3       |
| Mark Waugh        | Australien  | 7       | 7       | 484     | 80,66   | 130     | 3       | 1       |
| Aravinda de Silva | Sri Lanka   | 6       | 6       | 448     | 89,60   | 145     | 2       | 2       |
| Gary Kirsten      | Südafrika   | 6       | 6       | 391     | 78,20   | 188*    | 1       | 1       |
| Saeed Anwar       | Pakistan    | 6       | 6       | 329     | 82,25   | 83*     | 0       | 3       |
| Bowling           |             |         |         |         |         |         |         |         |
| Spieler           | Mannschaft  | Spiele  | Overs   | Wickets | Average | BBI     | 5W      | 10W     |
| Anil Kumble       | Indien      | 7       | 69.4    | 15      | 18,73   | 3/28    | 0       | 0       |
| Waqar Younis      | Pakistan    | 6       | 54.0    | 13      | 19,46   | 4/26    | 0       | 0       |
| Paul Strang       | Simbabwe    | 6       | 42.1    | 12      | 16,00   | 5/21    | 1       | 0       |
| Roger Harper      | West Indies | 6       | 58.0    | 12      | 18,25   | 4/47    | 0       | 0       |
| Damien Fleming    | Australien  | 6       | 45.2    | 12      | 18,41   | 5/36    | 1       | 0       |
| Shane Warne       | Australien  | 7       | 68.3    | 12      | 21,91   | 4/34    | 0       | 0       |